# Musaranya costanera
La musaranya costanera (Crocidura littoralis) és una espècie de mamífer de la família de les musaranyes que es troba al Camerun, la República Centreafricana, la República del Congo, la República Democràtica del Congo, Kenya i Uganda.